# Корецький Костянтин Геннадійович
Костянтин Геннадійович Корецький (* 8 січня 1980, Харків) — український актор театру та кіно. На 2021 знявся у 113 кіно та театральних проектах. Відомий по ролях: капітан Коров'як у фільмі «Карпатський рейнджер», Ігор Колотов (головна роль) в серіалі «Ментовські війни. Київ»

## Життєпис

### Родина
Виріс в родині медиків.

### Навчання
Зі шкільних років, навчаючись у Харківській гімназії № 46 ім. М. В. Ломоносова, відвідував театральну студію. Мати сподівалася, що піде по спадкоємній царині — стане медиком, та керівник театральної студії А. Є. Прилуцька переконали батьків у театральних здібностях хлопця. За словами Костянтина адресу вищого навчального закладу знайшов за довідником.
У 1996 р, вступив у Харківський інститут мистецтв на факультет  — актор театру ляльок.
2002  — закінчив інститут з червоним дипломом і був запрошений до Київського театру маріонеток, в якому пропрацював до 2005 року.
В театрі грав у багатьох виставах для дітей, а також «Вишневий сад» (Пєтя Трофімов), «Будинок який побудував Свіфт» (доктор Сімпсон). В кіно почав працювати з 2003 року. Працював у пародійному шоу «Велика різниця по українські».

### Особисте життя
Одружений з акторкою Наталією Корецькою. Виховує доньку Софію, яка також з дитинства знімається в кіно.

### Фільмографія
| рік       | назва                                | країна виробництва                | роль                                                    |
| --------- | ------------------------------------ | --------------------------------- | ------------------------------------------------------- |
| 2023      | Ботоферма                            | Україна                           | Соколовський, працівник СБУ (департамент кібер-безпеки) |
| 2023      | Юрик. Дорога, не торкаючись землі    | Україна                           | Водій Славик                                            |
| 2021      | Авантюра на двох (Авантюра Купідона) | Україна                           | Федір Бондар                                            |
| 2021      | Уроки життя і водіння                | Україна                           | Костянтин Горбань                                       |
| 2021      | Мама                                 | Україна                           |                                                         |
| 2021      | Сашка                                | Україна                           | поліцейський                                            |
| 2020      | Пробудження кохання                  | Україна                           | Рожко                                                   |
| 2020      | Відпустка у сосновому лісі           | Україна                           | головна роль                                            |
| 2020      | Карпатський рейнджер                 | Україна                           |                                                         |
| 2020      | Дзовнар-2                            | Україна                           | Льоха сусід                                             |
| 2020      | Жіночі секрети                       | Україна                           |                                                         |
| 2020      | Двоє над прірвою                     | Україна                           | Жорик                                                   |
| 2020      | Два серця                            | Україна                           | епізод                                                  |
| 2020      | Вірна подруга                        | Україна                           | епізод                                                  |
| 2020      | Авантюра                             | Україна                           | епізод                                                  |
| 2019      | Я теж його кохаю                     | Україна                           | Аркадій друг Єгора                                      |
| 2019      | Ти мій                               | Україна                           | Стас Пригожин                                           |
| 2019      | Тайсон                               | Україна                           | Михайло Миколаєнко опер                                 |
| 2019      | Таємне кохання                       | Україна                           | Василь Іванов однокласник Юрія охоронця СІЗО            |
| 2019      | Сонячний листопад                    | Україна                           | слідчий                                                 |
| 2019      | Та, що бачить вдалину                | Україна                           | батько Анни                                             |
| 2019      | Серце матері                         | Україна                           | Борис Рубцов, друг Володимира, адвокат                  |
| 2019      | Слух'яна дружина                     | Україна                           | Валентин, помічник Дмитра                               |
| 2019      | Спадкоємці                           | Україна                           |                                                         |
| 2019      | Любов без пам'яті                    | Україна                           | поліцейський                                            |
| 2019      | Улюблені діти                        | Україна                           | слідчий                                                 |
| 2019      | Без вагань                           | Україна                           | Федір Пилипчук опер                                     |
| 2019      | Артист                               | Україна                           | Костянтин Сергійович лікар                              |
| 2018      | Чуже життя                           | Україна                           | Кузьма                                                  |
| 2018      | У минулого в боргу                   | Україна                           | Григорій слідчий                                        |
| 2018      | Подорож до центру душі               | Україна                           | Ілля, брат Богдана                                      |
| 2018      | Віддай свою мрію                     | Україна, Росія                    | Кирило Нагорняк, чоловік Алли, кравець                  |
| 2018      | В полоні у перевертня                | Україна                           |                                                         |
| 2018      | Поверни моє життя                    | Україна                           | прокурор                                                |
| 2018      | Відкрите вікно                       | Україна                           | Павло Потапов чоловік Тамари                            |
| 2017      | Що робить твоя дружина?              | Україна                           | Сергій Маслов, вчений                                   |
| 2017      | Термін давнини                       | Україна, Росія                    | Михайло Томілін дільничний                              |
| 2017      | Специ                                | Україна, Росія                    | Віталій Киценко слідчий                                 |
| 2017      | Пелена                               | Україна                           | Сергій Зорин патологоанатом                             |
| 2017      | Ментовські війни. Київ               | Україна Ігор Колотов головна роль |                                                         |
| 2017      | Лінія світла                         | Україна, Росія                    | епізод                                                  |
| 2017      | Двигун внутрішнього згорання         | Україна                           | Вадим Мичковський, лікар                                |
| 2016      | Хазяйка                              | Україна                           |                                                         |
| 2016      | Запитайте у осені                    | Україна                           | Семен Горілов слідчий                                   |
| 2016      | Родичі                               | Україна                           | бригадир                                                |
| 2016      | Підкидьки                            | Україна                           | Ілля                                                    |
| 2016      | Нитки долі                           | Україна                           | епізод                                                  |
| 2016      | На лінії життя                       | Україна                           | Віктор пацієнт                                          |
| 2016      | Між любов'ю та ненавистю             | Україна                           | Віктор, далекобійник (немає в титрах)                   |
| 2016      | Майор та Магія                       | Україна                           | Олександр Крутіков лейтенант                            |
| 2016      | Кандидат                             | Україна                           |                                                         |
| 2016      | Забудь і згадай                      | Україна                           | Мозоль                                                  |
| 2016      | Недотуркані                          | Україна                           | Валерій Олегович Бриль (головна роль)                   |
| 2016      | Паперові квіти                       | Україна                           | лікар                                                   |
| 2016      | Баженка                              | Україна                           | Микола, дядько Славіка                                  |
| 2015-2016 | Володимирська 15                     | Україна                           |                                                         |
| 2015      | Останній яничар                      | Україна, Росія                    | Мишко, бродяга                                          |
| 2015      | За законами військового часу         | Україна, Росія                    | лейтенант держбезпеки Фішман                            |
| 2015      | Пес                                  | Україна                           | Генка                                                   |
| 2015      | Вкрадена зброя                       | Україна                           | 5 серія                                                 |
| 2015      | Гетьман                              | Україна                           |                                                         |
| 2014      | Впізнай мене, якщо зможеш            | Україна                           | Юрка Савельєв, працівник моргу                          |
| 2014      | Доки станиця спить                   | Україна, Росія                    | Мишко                                                   |
| 2014      | Чоловік на годину                    | Україна                           | Павло (працівник фірми «Чоловік на годину»)             |
| 2014      | Манекенниця                          | Україна                           | міліціонер                                              |
| 2014      | Особиста справа                      | Україна                           | Ігор Васильєв майор                                     |
| 2014      | Лабиринти долі                       | Україна                           | Денис                                                   |
| 2014      | Кори із Перетора                     | Україна, Росія                    |                                                         |
| 2014      | Будинок з ліліями                    | Україна, Росія                    | лейтенант міліції                                       |
| 2014      | Вітер в обличчя                      | Україна                           | Ємельянов, черговий                                     |
| 2014      | Брат за брата-3                      | Україна, Росія                    | Васик                                                   |
| 2013      | Поцілунок                            | Україна                           | Петро Олексійович, поліцейський                         |
| 2013      | Метелики                             | Україна                           | патрульний міліціонер                                   |
| 2013      | Ломбард                              | Україна                           | Вася                                                    |
| 2013      | Криве дзеркало душі                  | Україна                           | Саня Терентьєв брат Ольги                               |
| 2013      | Жіночий лікар-2                      | Україна                           | Всеволод                                                |
| 2013      | Щасливий багатоженець (7-ма серія)   | Україна                           |                                                         |
| 2013      | Бідна Liz                            | Україна                           | рибалка                                                 |
| 2012      | Щасливий квиток                      | Україна, Росія                    | Грицько Климов                                          |
| 2012      | Пристрасті за Чапаєм                 | Україна, Росія                    | епізод                                                  |
| 2012      | Мільйонер                            | Україна                           | співробітник в окулярах                                 |
| 2012      | Шлях в порожнечу                     | Україна, Росія                    | Олександр Козлов                                        |
| 2011-2012 | Я прийду сама                        | Україна                           | Саньок обдурений покупець квартири                      |
| 2011-2012 | Єфросинья (усі сезони)               | Україна, Росія                    | дільничний Пахомов                                      |
| 2011      | Лють                                 | Україна, Росія                    | сержант ДПС Некрасов                                    |
| 2011      | Костоправ                            | Україна, Росія                    | тренер                                                  |
| 2011      | Корова                               | Україна                           | 7-8 серії                                               |
| 2011      | Картина крейдою                      | Україна                           | капітан Микола Шевчук, головна роль                     |
| 2011      | Убивство на окружній                 | Україна                           | фільм 1                                                 |
| 2011      | Здрастуй мамо                        | Україна                           | Валерик                                                 |
| 2011      | Справа була на Кубані                | Україна                           | міліціонер                                              |
| 2010      | Паршиві вівці                        | Україна                           | підривник                                               |
| 2010      | Брат за брати                        | Україна, Росія                    | епізод, у титрах не вказаний                            |
| 2009      | Третього не дано                     | Україна, Росія                    | «Рудий», розвідник групи Мосіна, радист                 |
| 2009      | Правила угону                        | Україна Росія                     | Сергій Сазонов, в титрах не вказаний                    |
| 2009      | За законом                           | Україна                           | Ігор Фесенко                                            |
| 2009      | Недоторканні                         | Україна                           | Іван Несторович Муфрич                                  |
| 2009      | Краплина світла                      | Україна                           | Гліб друг Сергія                                        |
| 2008      | Гарні хлопці                         | Україна                           | Рогозин опер                                            |
| 2008      | Рука на щастя                        | Україна, Росія                    | Жорик                                                   |
| 2008      | Рідні люди                           | Україна                           | Васін                                                   |
| 2007      | Чужі таємниці                        | Україна                           | Алік                                                    |
| 2007      | Секунда до…                          | Україна, Росія                    | Кира, нероба                                            |
| 2007      | Тримай мене міцніше                  | Україна                           | Олег Сивцев                                             |
| 2006-2007 | Ситуація 202                         | Україна, Росія                    | новенький                                               |
| 2006-2007 | Янгол-охоронець                      | Україна                           | епізод                                                  |
| 2006      | Міський романс                       | Україна                           | епізод, в титрах не вказаний                            |
| 2006      | Бомж                                 | Україна                           | сержант                                                 |